# Maybelle Carter
Maybelle Carter (Nickelsville, 10 maggio 1909 – Madison, 23 ottobre 1978) è stata un'artista statunitense di musica country.
È conosciuta soprattutto per aver fatto parte della Carter Family, uno dei più importanti e influenti gruppi della storia della musica country, e in seguito delle The Carter Sisters.
Figura di grande rilievo nell'ambiente della musica country, amata e rispettata dalla comunità del Grand Ole Opry dei primi anni cinquanta, divenne nota con il soprannome "Mother Maybelle" e divenne una figura matriarcale all'interno della scena country dell'epoca.
Maybelle è ricordata anche per aver inventato il "Carter Family Picking" o "Carter Scratch", una tecnica rivoluzionaria di fingerstyle guitar che contribuì a rendere la chitarra lo strumento principale dei gruppi musicali, e influenzò profondamente lo stile di chitarra di molti musicisti a venire per vari decenni, sia nel country sia poi nel rock.
Fu la madre di June Carter, meglio conosciuta come June Carter Cash, moglie di Johnny Cash.

## Biografia
Nacque a Nickelsville, in Virginia, nel 1909, figlia di Hugh Jackson Addington e Margaret S. Kilgore. Nel 1926 sposò Ezra J. Carter, fratello di A.P. Carter, membro fondatore della Carter Family. Ebbe tre figlie, Helen, June e Anita, divenute celebri come Carter Sister.
Nel 1927, già suonatrice di autoharp e banjo, entrò a far parte della Carter Family come chitarrista, contribuendo a creare il sound rivoluzionario per cui la band divenne celebre in tutto il mondo.
Morì nel 1978, e fu seppellita insieme al marito nell'Hendersonville Memory Gardens, a Hendersonville in Tennessee. Tutte e tre le sue figlie furono seppellite nello stesso cimitero.

## Onorificenze
- Nel 1970 fu introdotta nella Country Music Hall of Fame, come parte della Carter Family[5].
- Nel 1993 apparve in un francobollo commemorativo assieme alla Carter Family.
- Nel 2001 fu introdotta nella International Bluegrass Music Hall of Honor.
- Nel 2002 fu introdotta nella lista redatta da CMT delle 40 più grandi donne della storia della musica country, all'ottava posizione.
- Nel 2005 fu interpretata da Sandra Ellis Lafferty nel film I Walk the Line.
- A lei furono dedicati i brani Me and the Wildwood Rose e Tears in the Holston River, rispettivamente di Carlene Carter e Johnny Cash.
- Nel 2010 venne omaggiata dalla Lipscomb University di Nashville.
- I luoghi in cui ha abitato o che ha abitualmente frequentato in vita fanno parte del National Register of Historic Places[6].

## Discografia solista
| Anno | Album                            | US Country | Etichetta          |
| ---- | -------------------------------- | ---------- | ------------------ |
| 1960 | Mother Maybelle Carter           |            | Ambassador Records |
| 1963 | Mother Maybelle and Her Autoharp |            | Smash Records      |
| 1963 | Pickin' and Singin'              |            |                    |
| 1964 | Queen of the Autoharp            |            | Kapp Records       |
| 1965 | A Living Legend                  |            | Columbia Records   |
| 1973 | Mother Maybelle Carter           | 44         |                    |